# Wspólnota administracyjna Schönfeld
Wspólnota administracyjna Schönfeld (niem. Verwaltungsgemeinschaft Schönfeld) – wspólnota administracyjna w Niemczech, w kraju związkowym Saksonia, w okręgu administracyjnym Drezno, w powiecie Miśnia. Siedziba wspólnoty znajduje się w miejscowości Schönfeld.
Wspólnota administracyjna zrzesza dwie gminy wiejskie: 
- Lampertswalde
- Schönfeld

Do 31 grudnia 2011 do wspólnoty należała gmina Weißig am Raschütz, która dzień później została włączona do gminy Lampertswalde.